# 日本NonStopイノベーション
日本NonStopイノベーション（JNSI）は、東京都港区に本社を置くシステムインテグレーター。キヤノン電子テクノロジーのグループ企業。キヤノン電子テクノロジーと日本ヒューレット・パッカード（日本HPE）による合弁会社として2008年に設立された。
当初、無停止を前提としたITインフラストラクチャの設計・構築とHPE Integrity NonStopサーバ技術者の集約・育成のを目的としていたが、現在は、コンサルティング・開発・ITインフラ構築から運用サポートまで、事業範囲は拡張されている。
同社のロゴ、JNSI、JAPANNONSTOPINNOVATION、NONSTOPは、Hewlett Packard Enterprise Development LPの登録商標である。（登録2181096、登録5302696）

## 事業内容
- NonStopサーバ事業
- ITインフラストラクチャ事業
- ITコンサルティング、PM支援、PMO、システム開発
- システム保守・運用事業
- ソリューション販売・導入事業

## 関連会社
- キヤノン電子テクノロジー株式会社
- 日本ヒューレット・パッカード株式会社